# Institut suédois de physique spatiale

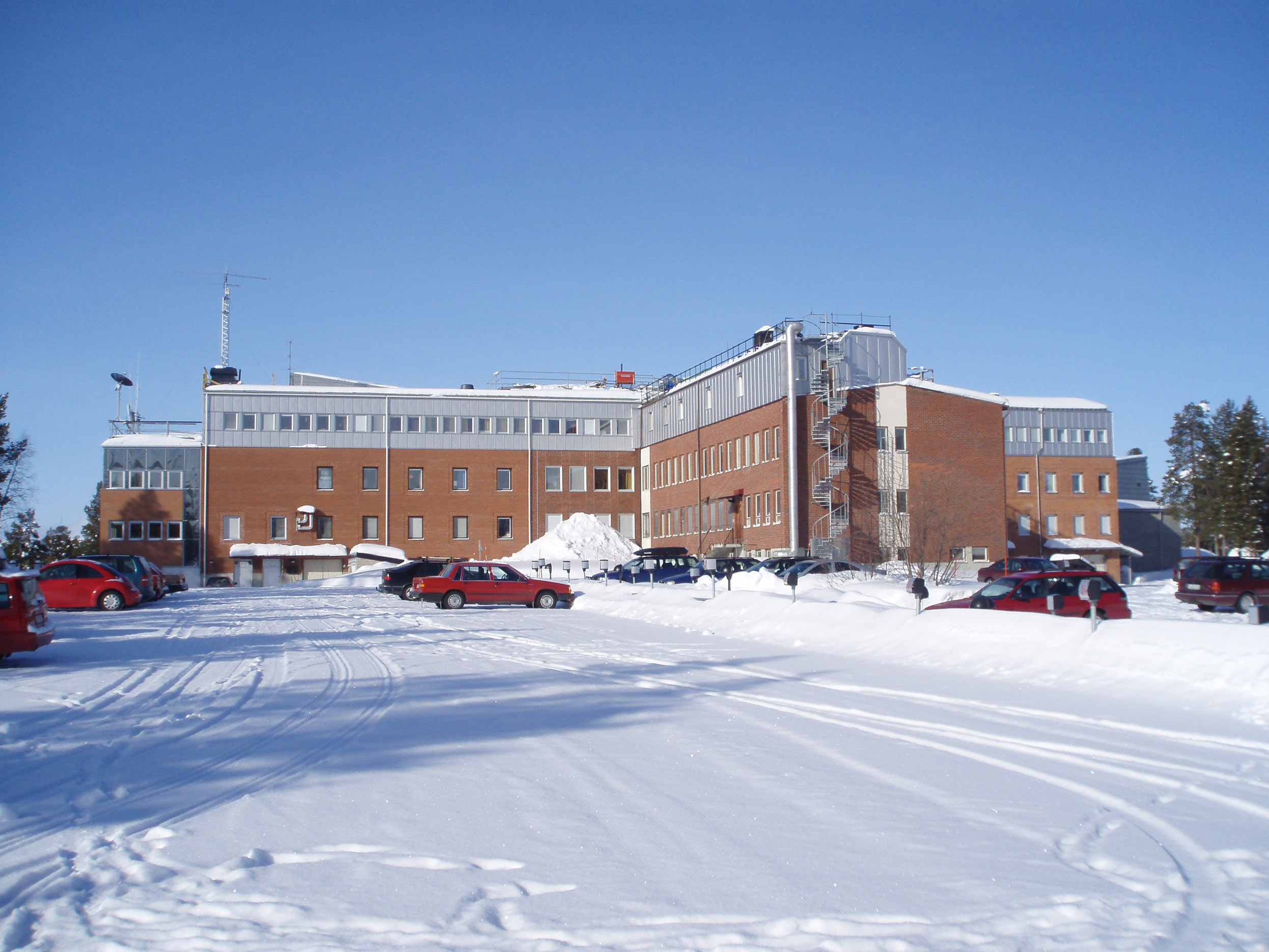
Siège de l'IRF à Kiruna.

Pour les articles homonymes, voir IRF.
L'Institut suédois de physique spatiale (en suédois Institutet för rymdfysik) ou IRF est un centre de recherche gouvernemental suédois dont les travaux portent sur la physique de l'atmosphère et de l'environnement spatial de la Terre ainsi que sur la technologie spatiale. 

## Organisation
Le siège de l'IRF se trouve en Laponie à Kiruna. Son domaine de compétence couvre aussi des travaux effectuées aux universités d'Umeå, d'Uppsala (au laboratoire Ångström) et de Lund. L'IRF possède par ailleurs l'observatoire de Lycksele et une station de mesure à Jämtön (commune de Luleå) dans le Norrbotten. Il emploie une centaine de personnes.

## Historique
Les activités de recherche démarrent à Uppsala en 1952 sous la forme d'une station de recherche rattachée au centre de recherche de la défense suédoise. L'IRF est créé sous l'appellation Observatoire Géophysique de Kiruna en 1957 par l'Académie royale des sciences de Suède. Les instruments utilisés sont toutefois installés et exploités dès la fin des années 1940.
En 1973 l'IRF devient une agence gouvernementale, placée sous l'autorité du ministère suédois de l'Éducation. En 1976 la station de recherche militaire est rattachée à l'IRF. L'observatoire de Lycksele est créé en 1957 et est rattaché à l'IRF en 1970.

## Activité
L'activité de l'institut porte sur les thèmes de recherche suivants :
- Étude de la troposphère, stratosphère et mésosphère terrestres[2].
- Étude du Soleil, de la couronne solaire, de l'environnement spatial, des interactions entre le vent solaire et la Terre et sa magnétosphère[3].
- Étude comparative de l'évolution et de la dynamique des différents objets célestes (planètes, satellites, astéroïdes, comètes, météorites) et de leur interaction avec le vent solaire[4].
- Étude du plasma dans l'univers à partir d'observations effectuées depuis la Terre et in situ dans l'espace[5].

## Instruments scientifiques sur satellites et sondes spatiales
L'IRF développe des instruments scientifiques embarqués à bord de satellites scientifiques en orbite autour de la Terre et des planètes du système solaire. Il participe ainsi au développement de trois instruments (MIPA et ENA) embarqués sur la sonde spatiale nippo-européenne BepiColombo à destination de Mercure et de l'instrument PEP de la sonde spatiale européenne JUICE à destination du système jovien. Il a développé par le passé une trentaine d'autres instruments. Pour les missions effectuées par fusées-sondes ou ballons-sondes, l'IRF bénéficie de la proximité géographique avec la base de lancement Esrange établie près de Kiruna.